# Roy Estrada
Roy Estrada (también conocido como "Roy Ralph Moleman Guacamole Guadalupe Hidalgo Estrada" y "Orejón"; nacido el 17 de abril de 1943 en Santa Ana, California) es un exmúsico americano y vocalista, más conocido por su trabajo como bajista con Frank Zappa and The Mothers of Invention, y por haber sido miembro fundador de Little Feat, con los que tocó en sus primeros dos álbumes.
Fue condenado a 6 años de prisión por abuso de un menor en 1994 y a 25 años, sin posibilidad de libertad condicional, en 2012 por abuso continuado de otro menor, por lo que sólo podrá salir de prisión al cumplir 93 años.

## Carrera
Junto con el baterista Jimmy Carl Black y Ray Collins, Roy fue miembro original de The Soul Giants, la banda que reclutó a Frank Zappa como guitarrista y que se transformaría en The Mothers of Invention.
Con anterioridad a The Soul Giants, Estrada lideraba una banda llamada Roy Estrada and The Rocketeers. El grupo publicó al menos un sencillo en el sello King Records, con "Jungle Dreams (Part 1)" en la cara A, y "Jungle Dreams (Part 2)",en la cara B".
Además de su trabajo con Zappa, Estrada formó Little Feat con Lowell George, Richie Hayward y Bill Payne en 1969, tocando el bajo y haciendo coros en sus primeros dos álbumes antes de renunciar en 1972 para unirse a Captain Beefheart Magic Band. Beefheart le puso el apodo "Orejón". Se fue de gira por los EE. UU. y Europa con la Magic Band en 1972 y 1973. Tocó en los álbumes "The Spotlight Kid" y "Clear Spot". Sin embargo, había aparecido antes en un álbum anterior de Beefheart, cuando inadvertidamente contribuyó en "Trout Mask Replica" tocando el bajo en el tema de The Mothers "Charles Ives", usado por Zappa en la grabación de "The Blimp". En 1976 tocó transitoriamente el bajo para Zappa en Zoot Allures e hizo una gira con la banda. Proporcionó voces y actuó para la película de Zappa de 1979 Baby Snakes, e hizo trabajo vocal para los álbumes de los años 80 de Zappa You are what you is, Ship Arriving Too Late to Save a Drowning Witch y The Man From Utopía.

## Trabajo de sesión
Estrada también ha hecho trabajo de sesión tocando el bajo para una gama diversa de artistas, incluyendo Ry Cooder en su álbum de debut epónimo, Ivan Ulz, Leo Kottke, Van Dyke Parks y Howdy Moon.

## Grande Mothers
En 2002, Estrada unió fuerzas con los exmiembros de The Mothers of Invention Don Preston y Napoleón Murphy Brock, junto con el guitarrista Ken Rosser y el baterista/percusionista Christopher García, para formar "The Grande Mothers", que han actuado con la música de Zappa desde 2002, con más de 90 actuaciones.
Desde entonces han actuado en festivales y conciertos numerosos en los EE. UU., Canadá y Europa, incluyendo Austria, Bélgica, Croacia, República Checa, Dinamarca, Inglaterra, Alemania, Holanda, Italia, Noruega y Suiza. En 2005, el guitarrista Miroslav Tadić reemplazó a Ken Rosser en la formación. Robbie "Seahag" Mangano ha sido el guitarrista para todo "The European Grande Mothers Tour" desde 2009.
En 2003 Estrada apareció en el álbum Hamburger Midnight (título tomado de una composición del primer álbum de Little Feat, coescrita por George/Estrada) en el sello Inkanish Records, en la que colaboró otra vez con Jimmy Carl Black.

## Arresto y encarcelamiento
Estrada cumplió 6 años de condena en prisión por un delito de abusos sexuales a un menor en el condado de Orange, California, en diciembre de 1994. En enero de 2012, se declaró culpable de otro delito de abuso de menores continuado desde marzo de 2008. En el trato al que llegaron las partes fue sentenciado a 25 años en prisión, sin posibilidad de libertad condicional.